# Torta setteveli
La torta “Setteveli” è una torta con mousse al cioccolato e nocciola.
Questa torta è composta da una base di pan di Spagna (senza farina) di mandorle pugliesi, mousse di nocciole del Piemonte, cioccolato Madagascar e un fondo di gianduia croccante ai cereali. 

## Storia
La Setteveli è stata ideata dai maestri pasticceri Luigi Biasetto (Padova), Cristian Beduschi (Belluno) e Gianluca Mannori (Prato), che insieme compongono la squadra italiana che con questo dolce ha vinto il premio internazionale Coupe du Monde de la Pâtisserie di Lione nel 1997. Nell'intenzione degli ideatori, la torta fu pensata per simboleggiare le qualità femminili.

## Ricetta
Il dolce è formato da un fondo di morbido savoiardo al cioccolato e gianduia ai cereali, una mousse al cioccolato fondente “d’origine”, bavarese di nocciole pralinate, e sfoglie di cioccolato.
Alcune repliche sono state formulate in altri contesti regionali, tra cui si menziona la Sicilia, dove ha avuto una larga diffusione, seppur la ricetta originale sia protetta da segreto aziendale giuridicamente protetto. In questi contesti differisce anche il nome, in quanto il marchio Setteveli è stato regolarmente registrato dagli ideatori della ricetta.